# Novembre 1916

## Événements
- 2 novembre et 3 novembre : reprise du fort de Vaux.

- 3 novembre[1] : protectorat britannique sur le Qatar.

- 5 novembre (23/10) : acte des deux empereurs. L’Autriche-Hongrie et l’Allemagne promettent la création d’un État polonais, héréditaire et constitutionnel sur les territoires pris à la Russie.

- 7 novembre : réélection de Woodrow Wilson comme président des États-Unis.

- 11 novembre : le gouvernement grec de Elefthérios Venizélos déclare la guerre à la Bulgarie.

- 13 novembre (1/11) : discours de Pavel Milioukov à l’ouverture de la Douma : Qu’y a-t-il là ? Stupidité ou trahison ? Critique généralisé du gouvernement et de l’entourage impérial.

- 16 novembre : Coupe Vanderbilt.

- 18 novembre : Grand Prix automobile des États-Unis.

- 21 novembre :
  - Décès de l'empereur François-Joseph Ier d'Autriche et accession au trône de Charles Ier d'Autriche.
  - Naufrage du Britannic en mer Égée;
  - premier vol du Breguet XIV.

- 23 novembre (10/11) : Alexandre Feodorovitch Trepov, président du Conseil en Russie.

- 25 novembre : le gouvernement provisoire grec déclare la guerre à l'Allemagne et à la Bulgarie.

## Naissances
- 7 novembre : Mihai Șora, philosophe roumain († 25 février 2023).
- 27 novembre : Chick Hearn, commentateur sportif américain († 5 août 2002).

## Décès
- 13 novembre : Percival Lowell, astronome américain (° 1855).
- 15 novembre : Henryk Sienkiewicz, écrivain polonais, lauréat du Prix Nobel de Littérature en 1905 (° 5 mai 1846).
- 21 novembre : François-Joseph Ier d'Autriche, empereur d'Autriche-Hongrie (° 18 août 1830).
- 22 novembre : Jack London, écrivain américain (° 1876).
- 27 novembre : Émile Verhaeren, poète belge de langue française (° 1855).